# Кастельжинес
Кастельжине́с (фр. Castelginest, окс. Castèlginèst) — коммуна во Франции, находится в регионе Юг — Пиренеи. Департамент — Верхняя Гаронна. Входит в состав кантона Тулуза-14. Округ коммуны — Тулуза.
Код INSEE коммуны — 31116.

## География

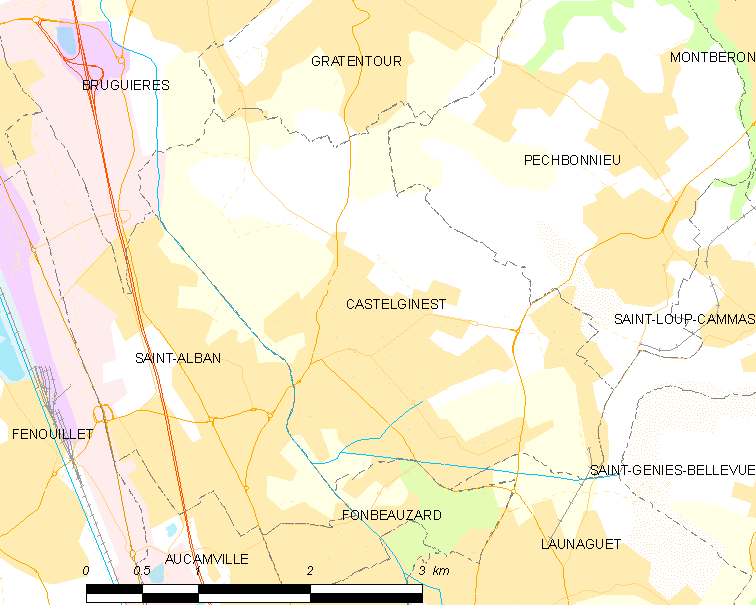
Карта коммуны

Коммуна расположена приблизительно в 580 км к югу от Парижа, в 11 км к северу от Тулузы.
На западе коммуны протекает река Эр-Мор.

## Климат
Климат умеренно-океанический. Зима мягкая и снежная, весна характеризуется сильными дождями и грозами, лето сухое и жаркое, осень солнечная. Преобладают сильные юго-восточные и северо-западные ветры.

## Население
Население коммуны на 2010 год составляло 8745 человек.
| 1962 | 1968 | 1975 | 1982 | 1990 | 1999 | 2010 |
| ---- | ---- | ---- | ---- | ---- | ---- | ---- |
| 782  | 1412 | 3846 | 5349 | 6757 | 7745 | 8745 |

## Администрация
| Период | Период | Фамилия         | Партия                                                              | Примечания |
| ------ | ------ | --------------- | ------------------------------------------------------------------- | ---------- |
| 1983   | 1990   | Жан Лоран       | Объединение в поддержку республики — Союз за французскую демократию |            |
| 1990   | 1991   | Жак Роже-Машар  | Социалистическая партия                                             |            |
| 1991   | 1995   | Жан Лоран       | Объединение в поддержку республики — Союз за французскую демократию |            |
| 1995   | 2020   | Грегуар Карнеро | Союз за народное движение                                           |            |

## Экономика
В 2010 году среди 5842 человек трудоспособного возраста (15—64 лет) 4419 были экономически активными, 1423 — неактивными (показатель активности — 75,6 %, в 1999 году было 71,3 %). Из 4419 активных жителей работали 4074 человека (2119 мужчин и 1955 женщин), безработных было 345 (132 мужчины и 213 женщин). Среди 1423 неактивных 507 человек были учениками или студентами, 521 — пенсионерами, 395 были неактивными по другим причинам.

## Города-побратимы
- Понте-ди-Пьяве (Италия)

## Фотогалерея

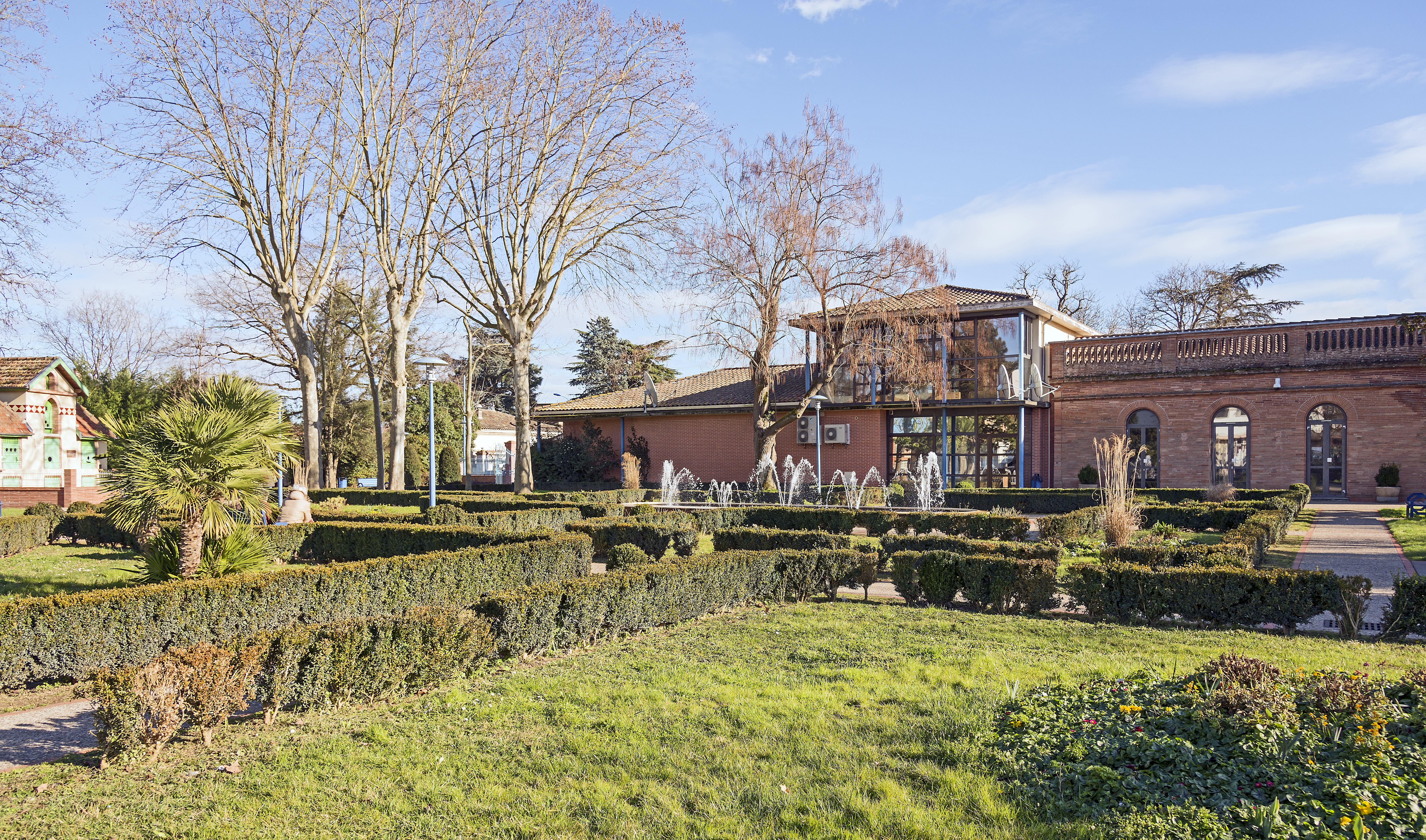
Парк Мовзен
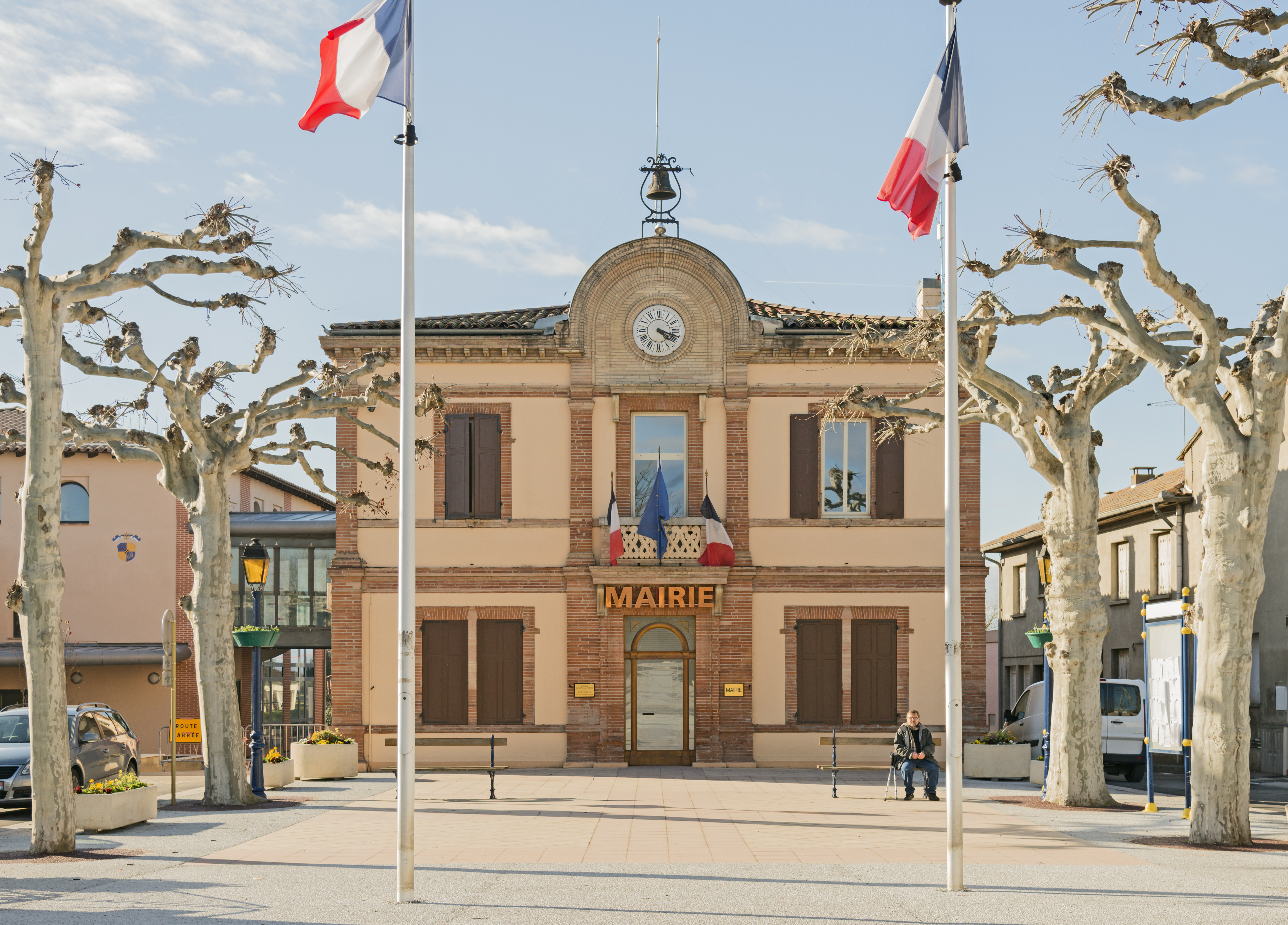
Мэрия
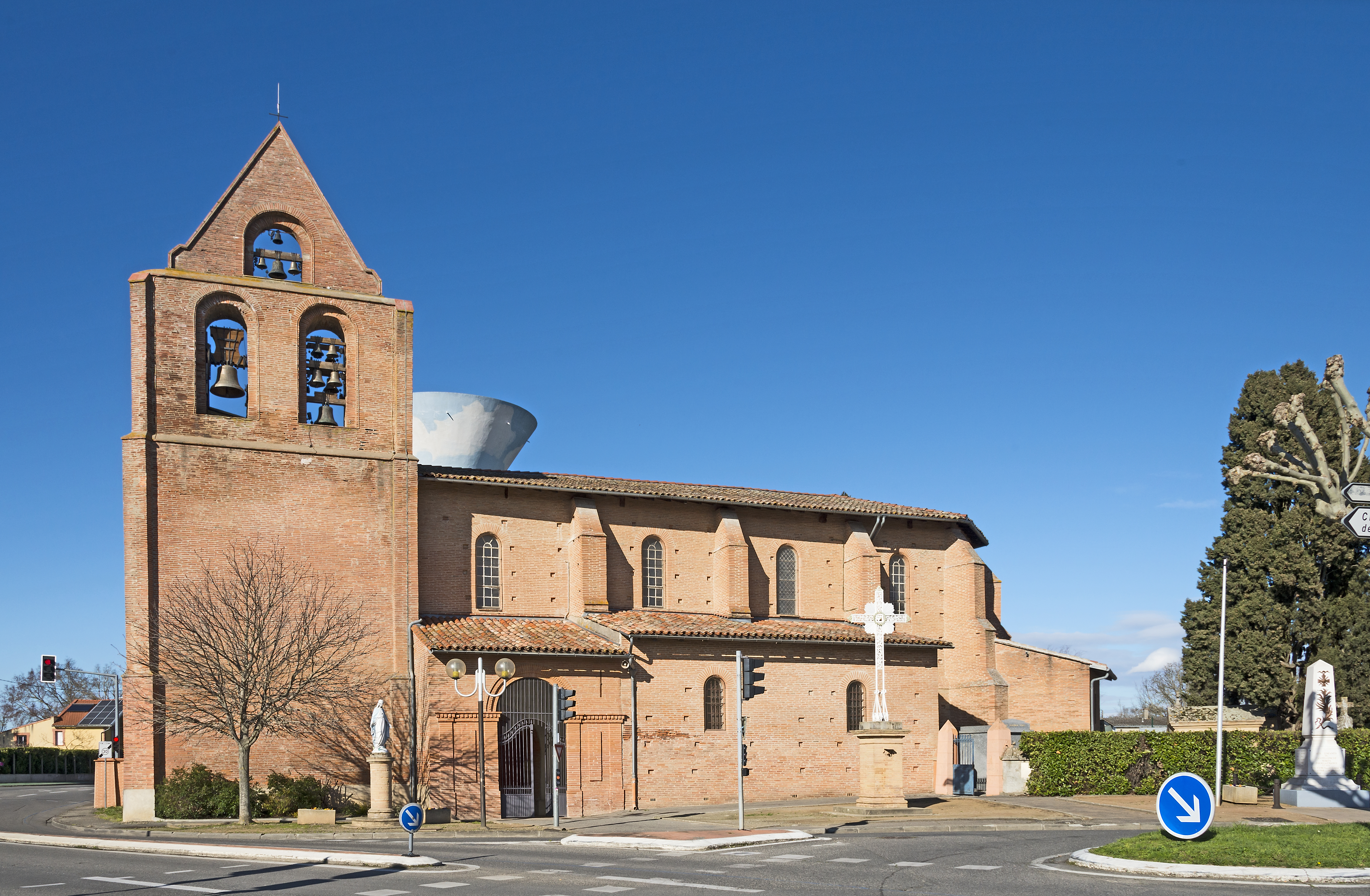
Церковь Св. Стефана
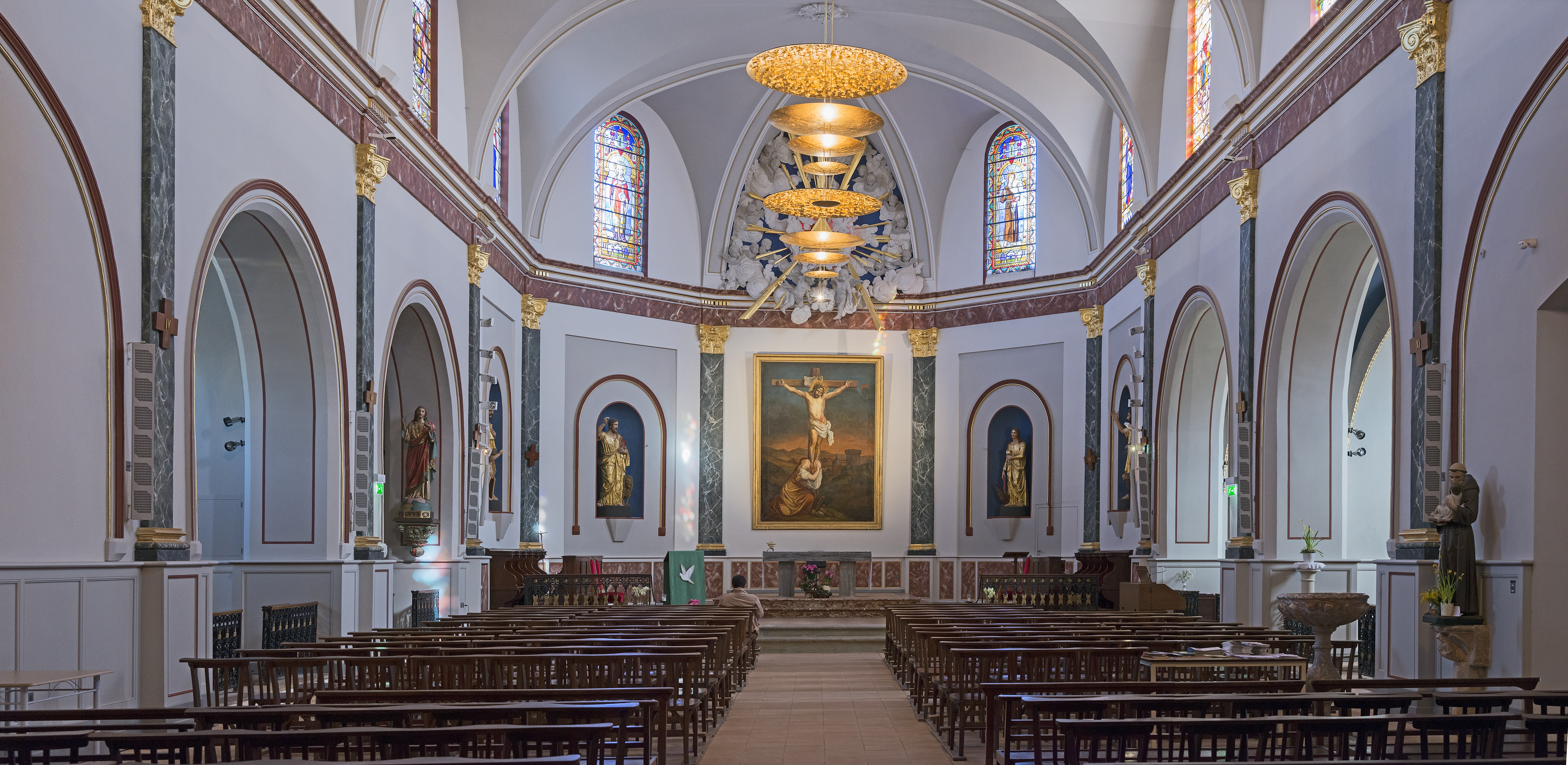
Интерьер церкви Св. Стефана
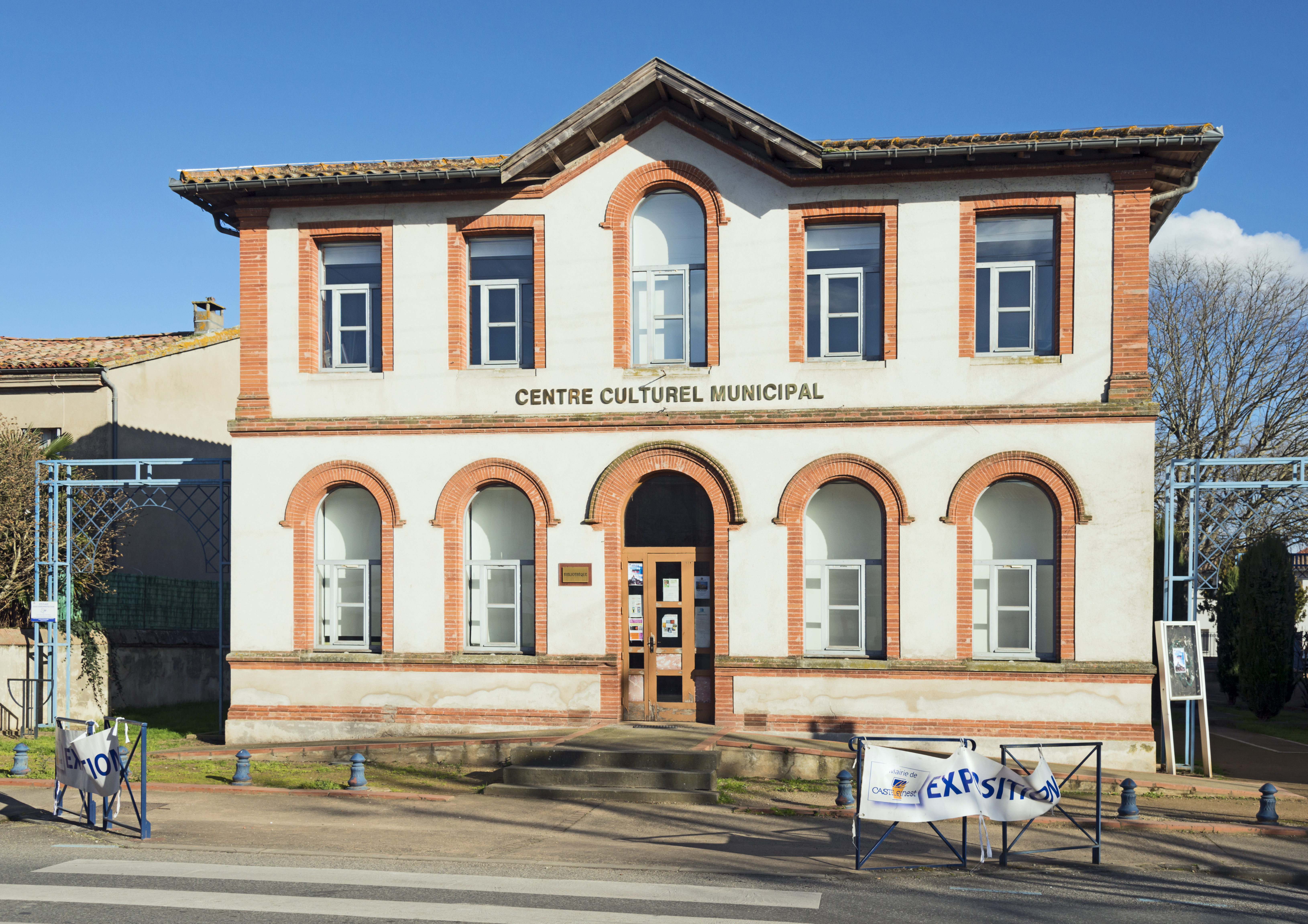
Культурный центр
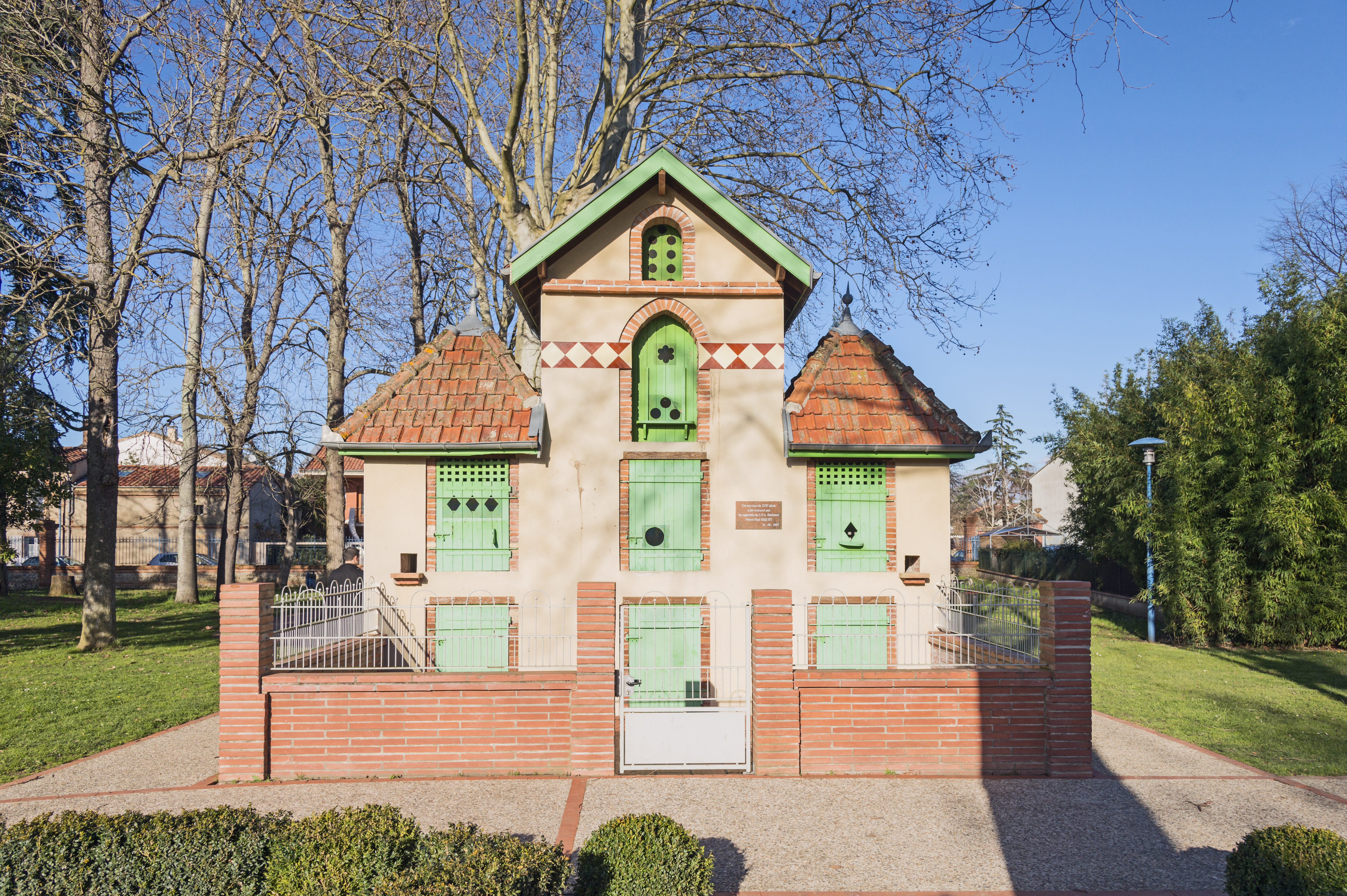
Голубятня
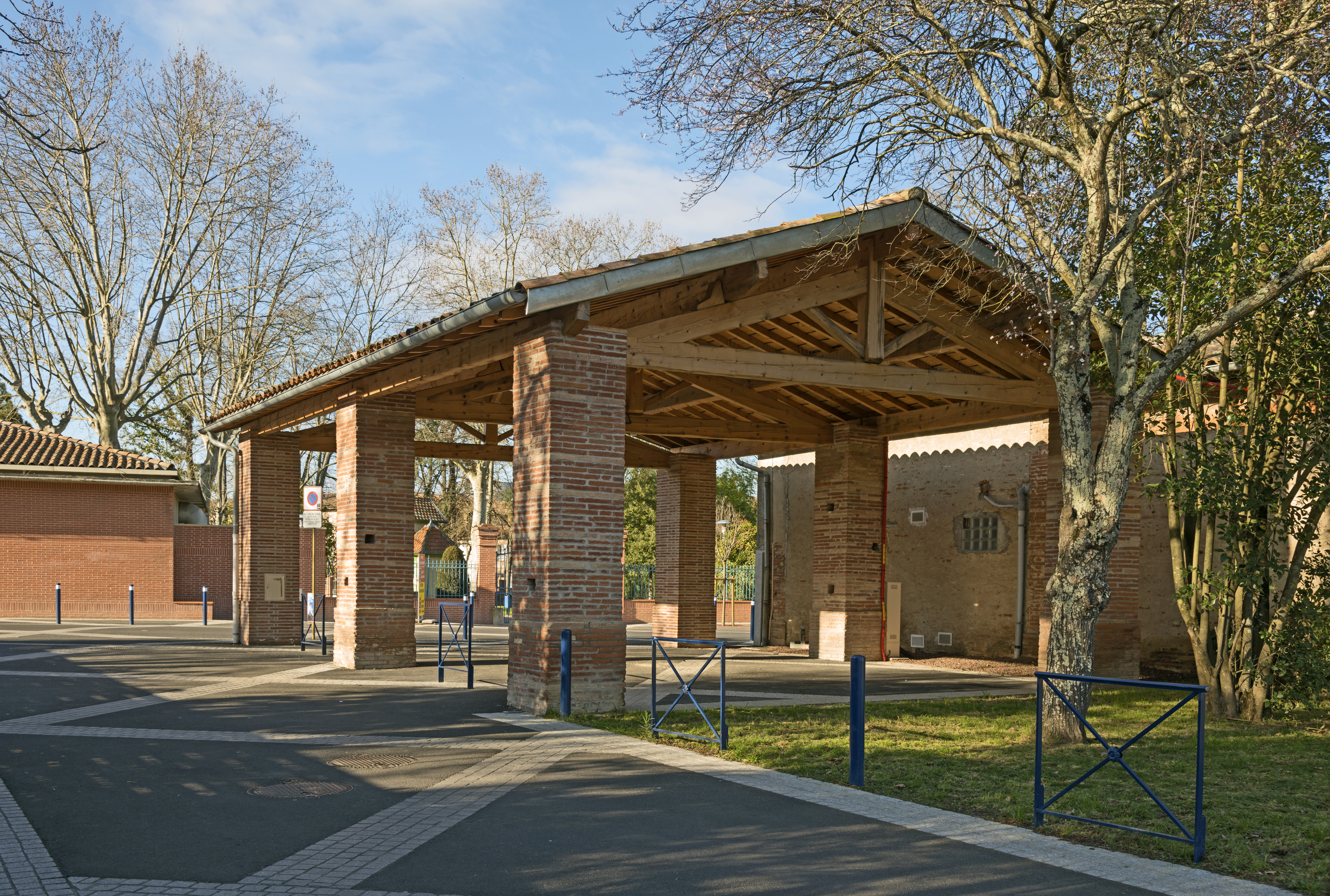
Крытый рынок